# Кирилл Демьян
Кирилл Демиан (Демьян) (нем. Cyrill Demian; 1779, Герла, Клуж — 1 ноября 1847, Вена) — австрийский мастер-изготовитель музыкальных инструментов, создатель аккордеона, по происхождению армянин.

## Биография
Родился в 1776 году в румынском городке Герла (Арменополис). В 1810 году в Вене получил лицензию на изготовление фортепиано неограниченного срока действия.
В 1829 году Кирилл Демьян вместе с сыновьями Карлом (1807—1869) и Гвидо (1811—1848) создал гармонику с аккордовым аккомпанементом — аккордеон.
Демиан разделил корпус инструмента на две части, поместил на них клавиатуры для левой и правой руки и соединил половины мехами. Каждая из пяти клавиш воспроизводила аккорд, что и предопределило его название. Патент на инструмент под названием «аккордеон» был выдан 23 мая 1829 года.
Ряд исследователей оспаривает первенство Демиана, приписывая изобретение аккордеона К. Ф. Л. Бушману, чья хандэолина (Handäoline) была запатентована в Берлине в 1822 году, однако Демиан бесспорно является автором названия «аккордеон».
В дальнейшем Демиан производил усовершенствования изобретённого инструмента, в том числе увеличил количество клавиш правой клавиатуры и отказался от воспроизведения ими аккордов.

## В культуре
В колумбийском романе Antes del Juglar автор рассказывает о создании аккордеона, сочетая реальные факты с вымыслом. Главным героем романа является сын Кирилла Демиана Гвидо.